# EUJUST THEMIS

Misja EUJUST THEMIS została przeprowadzona na obszarze Gruzji od 16 lipca 2004 do 14 lipca 2005.

EUJUST THEMIS (Misja Unii Europejskiej dotycząca Państwa Prawnego w Gruzji EUJUST THEMIS) — misja szkoleniowa zrealizowana przez Unię Europejską w ramach tzw. cywilnego komponentu wspólnej polityki zagranicznej i bezpieczeństwa. Była to pierwsza misja praworządności Unii Europejskiej oraz pierwsza misja cywilna UE realizowana na obszarze byłego Związku Radzieckiego.
Celem misji było m.in. wsparcie przeprowadzanych przez rząd reform wymiaru sprawiedliwości w sprawach karnych oraz udzielenie pomocy w osiągnięciu przez Gruzję europejskich i międzynarodowych standardów systemu prawa, a także rozwój międzynarodowej i regionalnej współpracy w dziedzinie wymiaru sprawiedliwości. Misja pomagała rządowi Gruzji również w rozwijaniu ogólnej polityki i wzmocnieniu zarządzania na najwyższym poziomie.
Misja została powołana decyzją Rady Unii Europejskiej nr 2004/523/WPZiB z dnia 28 czerwca 2004 (tzw. wspólne działanie) na prośbę prezydenta Micheila Saakaszwilego złożoną podczas jego wizyty w Brukseli 6 kwietnia 2004 oraz bezpośrednie zaproszenie wystosowane 3 czerwca przez ówczesnego premiera Gruzji, Zuraba Żwanii. Faza operacyjna misji rozpoczęła się 16 lipca 2004 i trwała do 14 lipca 2005. Siedzibą misji było Tbilisi, a koszt jej przeprowadzenia wyniósł 2,3 mln euro.
W skład misji wchodziło 10 ekspertów, a jej szefem przez cały czas trwania była Sylvie Pantz. Misja współpracowała m.in. z gruzińskim Ministerstwem Sprawiedliwości, Ministerstwem Spraw Wewnętrznych, Prokuraturą Generalną, Sądem Najwyższym, Radą Sprawiedliwości, Biurem Rzecznika Praw Obywatelskich oraz Sądem Apelacyjnym, a także ze specjalnym przedstawicielem UE w Gruzji, OBWE, Radą Europy i zagranicznymi donatorami. 
Ocena wypełnienia zadań przewidzianych mandatem misji pozostaje niejednorodna; spotyka się zarówno komentarze mówiące o pełnym sukcesie i wypełnieniu wszelkich zadań, jak i opinie o niewypełnieniu wielu zadań, co miało wynikać ze zbyt szerokiego mandatu misji i zbyt krótkiego czasu jej trwania.